# أداد كناري
أداد كناري (الاسم العلمي: Carlina canariensis) نوع نباتي ينتمي إلى جنس الأداد من الفصيلة النجمية.